# Хаст, Анне
Анне Хаст (нидерл. Anne Haast; род. 1 июля 1993, Донген, Северный Брабант) — нидерландская шахматистка, гроссмейстер (2015) среди женщин.
В составе сборной Нидерландов участница двух Олимпиад (2012—2014) и четырёх командных чемпионатов Европы (2011—2017). На 10-м командном чемпионате Европы (2013) в Варшаве показала лучший результат в личном зачёте.

## Изменения рейтинга
| Графики недоступны из-за технических проблем. См. информацию на Фабрикаторе и на mediawiki.org. |